# Suzanne Iskandar
Suzanne Iskandar (Comines, 1964) è una modella francese, vincitrice del titolo di Miss Francia nel 1985, che quell'anno si tenne presso l'hôtel Montparnasse-Park, di Parigi.
Di origini libanesi, al momento dell'incoronazione la Iskandar aveva ventuno anni. In seguito rappresenterà la Francia in occasione del concorso di bellezza internazionale Miss Universo 1985. 